# Lagynogaster antennalis
Lagynogaster antennalis är en tvåvingeart som beskrevs av Wei Ying Hsia 1949. Lagynogaster antennalis ingår i släktet Lagynogaster och familjen rovflugor. Inga underarter finns listade i Catalogue of Life.